# Ben Savage
Bennett Joseph Savage (Chicago, 1980. szeptember 13. –) amerikai színész.
Legismertebb alakítása Cory Matthews A kis gézengúz és a Riley a nagyvilágban című sorozatokban.

## Élete

### Ifjúkora
Szülei Joanne és Lewis Savage, akik ipari ingatlanközvetítők és tanácsadók voltak. Bátyja Fred Savage színész, nővére Kala Savage színésznő. Nagyszülei zsidó származásúak voltak.

### Pályafutása
Első szerepe 1989-ben volt a Szörnyvilág című filmben. Első komolyabb szerepe az 1993 és 2000 között vetített A kis gézengúz című sorozatban volt. 1993-ban szerepelt a Wild Palms című sorozatban. 2007-ben a Palo Alto című filmben szerepelt. 2014 és 2017 között a Riley a nagyvilágban című sorozatban szerepelt.

### Magánélete
2004-ben diplomázott a Stanford Egyetemen politikatudományból.

## Filmográfia

### Filmek
| Év   | Magyar cím            | Eredeti cím                          | Szerep          | Magyar hang  |
| ---- | --------------------- | ------------------------------------ | --------------- | ------------ |
| 2020 |                       | Love, Lights, Hanukkah!              | David           |              |
| 2013 |                       | Girl Meets Boy                       | Scott           |              |
| 2012 |                       | Lake Effects                         | Carl            |              |
| 2012 |                       | The Caterpillar's Kimono             | Lincoln         |              |
| 2012 |                       | White Dwarf                          | Ben             |              |
| 2011 |                       | Peace and Riot                       | Scott           |              |
| 2007 | Palo Alto, Kalifornia | Palo Alto                            | Patrick         |              |
| 2007 |                       | Making It Legal                      | Todd            |              |
| 2006 |                       | Car Babes                            | Ford Davis      |              |
| 2002 | Úszóbajnok            | Swimming Upstream                    | Teddy Benevides |              |
| 1994 |                       | Aliens for Breakfast                 | Richard         |              |
| 1994 | Clifford              | Clifford                             | Roger           | Szőke András |
| 1992 |                       | Big Girls Don't Cry... They Get Even | Sam             |              |
| 1992 |                       | She Woke Up                          | Andy            |              |
| 1990 |                       | Hurricane Sam                        | Sam Kelvin      |              |
| 1989 | Szörnyvilág           | Little Monsters                      | Eric Stevenson  |              |

### Televíziós szerepek
| Év         | Magyar cím                  | Eredeti cím                         | Szerep                 | Megjegyzések                             |
| ---------- | --------------------------- | ----------------------------------- | ---------------------- | ---------------------------------------- |
| 2020       | Homeland – A belső ellenség | Homeland                            | Saul Berenson fiatalon | 1 epizód                                 |
| 2018       |                             | Speechless                          | Stuart                 | 1 epizód                                 |
| 2017       |                             | Still the King                      | Gene                   | 4 epizód                                 |
| 2015, 2020 | Gyilkos elmék               | Criminal Minds                      | Jason Gideon fiatalon  | 2 epizód                                 |
| 2014–2017  | Riley a nagyvilágban        | Girl Meets World                    | Cory Matthews          | főszereplő magyar hangja Sörös Miklós    |
| 2011       | Dr. Csont                   | Bones                               | Hugh Burnside          | 1 epizód                                 |
| 2011       | Indul a risza!              | Shake It Up                         | Andy Burns             | 1 epizód                                 |
| 2008       | Nyomtalanul                 | Without a Trace                     | Kirby Morris           | 1 epizód                                 |
| 2008       | Chuck                       | Chuck                               | Mark Ratner            | 1 epizód                                 |
| 2005       | Phil a jövőből              | Phil of the Future                  | önmaga                 | 1 epizód                                 |
| 2005       | Szívem csücskei             | Still Standing                      | Seth Cosella           | 1 epizód                                 |
| 1998       |                             | Adventures from the Book of Virtues | Jinkyswoitmaya (hang)  | 1 epizód                                 |
| 1997       | Ötösfogat                   | Party of Five                       | Stuart                 | 1 epizód                                 |
| 1996       |                             | Maybe This Time                     | Cory Matthews          | 1 epizód                                 |
| 1993–2000  | A kis gézengúz              | Boy Meets World                     | Cory Matthews          | főszereplő magyar hangja Szvetlov Balázs |
| 1993       |                             | Wild Palms                          | Coty Wyckoff           | minisorozat                              |
| 1990       |                             | A Family for Joe                    | Chris Bankston         | főszereplő                               |
| 1990       |                             | The Wonder Years                    | Curtis Hartsell        | 1 epizód                                 |
| 1988       |                             | Dear John                           | Matthew Lacey          | mellékszereplő                           |